# شون ر. هاربر
شون ر. هاربر (بالإنجليزية: Shaun R. Harper)‏ هو أستاذ جامعي أمريكي، ولد في 26 أكتوبر 1975 في توماسفيل في الولايات المتحدة.

## وصلات خارجية
- شون ر. هاربر على موقع IMDb (الإنجليزية)